# Accuracy International AW50
O AW50 é um fuzil antimaterial que utiliza munição 12,7×99mm NATO projetado pela Accuracy International. É uma versão reprojetada do fuzil de precisão Accuracy International Arctic Warfare L96 (o fuzil de precisão padrão das forças britânicas).

## Visão geral
O AW50 destina-se a observar e disparar contra uma variedade de alvos, incluindo instalações de radar, veículos leves (incluindo veículos blindados leves), fortificações de campo, barcos e depósitos de munição. A munição padrão combina um efeito penetrante, altamente explosivo e incendiário em um único disparo.
O peso da arma (15 kg), combinado com um freio de boca e sistema de amortecedor hidráulico na coronha, dá ao AW50 um recuo relativamente baixo e aumenta a precisão.
Uma variedade de acessórios pode ser equipada no trilho MIL-STD-1913; a mira padrão do AW50 é a Schmidt & Bender 3-12x50 PM II com retículo Al Mil Dot e elevação a 1500 m. Também é possível instalar miras com dispositivos de visão noturna, como as da série Simrad KN ou Hensoldt NSV 80.

### AW50F
O AW50F é uma variante com coronha rebatível que dispara o cartucho multiuso Raufoss Mk 211 e outras munições. A maioria dos fuzis é feita no Reino Unido; os canos são provenientes de três fabricantes diferentes: Lothar Walther, Border e Maddco. A coronha da arma dobra para melhor portabilidade. Possui um bipé totalmente ajustável e suporte para a coronha. Quatro zarelhos para bandoleiras permitem carregar o fuzil no ombro e na mão.
Pesando 15 kg, o fuzil AW50F tem aproximadamente quatro vezes o peso de um fuzil de assalto típico. A munição NM140 de calibre 12,7×99mm NATO também é pesada.

## Utilizadores
- Austrália: AW50F.[3]
- Alemanha: O Exército da Alemanha adotou o AW50 com a denominação de G24 (Gewehr 24).[4][5][6]
- Irlanda: Usado pelos atiradores das forças especiais ARW.[7]
- Nova Zelândia: Usado pelo Exército da Nova Zelândia.[carece de fontes?]
- Malásia: Usado pelas forças especiais da marinha PASKAL.[8]
- Malta:[carece de fontes?]
- Portugal: O AW50 é usado pelo Exército de Portugal e GNR (Guarda Nacional Republicana).[9]
- Singapura: AW50.[carece de fontes?]
- Eslováquia: O AW50F é usado pelo 5º Regimento das Forças Especiais.[10]
- Coreia do Sul: Usado pela UDT/SEAL.[11]
- Tailândia: Usado pela Marinha Real Tailandesa e Navy SEALs.[12]
- Reino Unido: Usado em quantidades limitadas por unidades de desativação de explosivos e a UKSF.[3]
- Tchéquia: Usado pela Polícia da Tchéquia.[carece de fontes?]